# Morris Iemma
Morris Iemma (Sídney, 21 de julio de 1961) es un político australiano que ha sido el primer ministro del estado australiano de Nueva Gales del Sur. Accedió al cargo el 3 de agosto de 2005, tras la dimisión de Bob Carr. Pertenece al Partido Laborista.

## Biografía
Iemma nació en Sídney, el único hijo de Giuseppe y Maria Iemma, inmigrantes italianos provenientes de Martone, Calabria. Maria Iemma trabajaba en el comercio de prendas de vestir, y Giuseppe Iemma, un partidario comunista en Italia, trabajaba como operario de máquinas.